# Amor (film)
Amor (그리울 련?) è un film del 2015 scritto da Seo Ji-woon e diretto da Han Cheol-soo.

## Trama
Tae-woo deve affrontare il fatto che la sua amata fidanzata, Hee-yeon, sta per morire; una sera, incontra sul luogo di lavoro una ragazza misteriosa con i vestiti completamente fradici, che non parla e che si stabilisce a casa sua. Tae-woo cerca così di capire chi la ragazza sia realmente.

## Distribuzione
In Corea del Sud la pellicola è stata distribuita a livello nazionale a partire dal 13 agosto 2015.